# Гребеньки
Гребеньки — деревня в Новопетровском сельском поселении Истринского района Московской области. Население — 19 чел. (2010), зарегистрировано 1 садовое товарищество.
Лежит на берегах реки Разварня, примерно в 34 км западнее Истра, в 300 м к югу от Новорижского шоссе, высота над уровнем моря 232 м. Ближайшие населённые пункты — Гомово, менее 1 км на юго-восток, и Давыдково — в 1 км на север. Ближайшая железнодорожная станция — Лесодолгоруково Рижского направления Московской железной дороги — в 1,5 км.

## Население
| 2002 | 2006 | 2010 |
| ---- | ---- | ---- |
| 9    | ↗13  | ↗19  |

## Исторические сведения
До 1929 года входила в состав Мамошинской волости, относившейся до 9 марта 1921 года к Рузскому, а затем к Воскресенскому уезду Московской губернии. По данным на 1890 год в деревне проживало 39 человек, по материалам Всесоюзной переписи населения 1926 года — 37 человек, насчитывалось 9 хозяйств.